# Kaitlyn Bristowe
Kaitlyn Dawn Bristowe (Leduc, Alberta, 19 de mayo de 1985) es una presentadora y personalidad de televisión canadiense, más conocida por haber sido concursante en la decimonovena temporada de The Bachelor y como protagonista en la undécima temporada de The Bachelorette.

## Primeros años
Bristowe nació en Leduc, Alberta, Canadá, siendo hija de una bailarina de ballet. Ya de adulta, se mudó a Vancouver, Columbia Británica para una beca de baile donde se convirtió en instructora de clases de spinning.

## Carrera

### Televisión
En 2015, Bristowe participó en la temporada 19 de The Bachelor, la cual tuvo de protagoista a Chris Soules. Ella llamó la atención de la audiencia con su sentido del humor irónico y a veces inapropiado. Finalizó en el tercer puesto, perdiendo ante la subcampeona Becca Tilley y la ganadora Whitney Bischoff.
Durante un segmento de The Bachelor, el presentador Chris Harrison anunció que la temporada once comenzaría con dos solteras, Bristowe y la concursante de la decimonovena temporada Britt Nilsson, para que después los hombres votaran por mantener a una de ellas en la primera noche del espectáculo. Bristowe finalmente obtuvo más votos que Nilsson, convirtiéndose en la protagonista oficial de la temporada once. Durante la cuarta semana de la temporada, tomó la controvertida decisión de permitir que el concursante de la décima temporada, Nick Viall, participara en la competencia, después de que ella «se encontrara con él» durante una cita grupal en Nueva York. Viall se convirtió en subcampeón y Bristowe eligió al concursante Shawn Booth como ganador. Booth le propuso matrimonio en el final de temporada y ella aceptó. Después de 3 años de relación, terminaron su compromiso.
En junio de 2020, durante la emisión de The Bachelor: The Greatest Seasons – Ever!, el presentador Chris Harrison le ofreció a Bristowe un lugar en la próxima temporada de Dancing with the Stars, el cual ella aceptó. Anteriormente, ella alegó que el creador de The Bachelor, Mike Fleiss, había impedido que participara en el programa cuando le ofrecieron un lugar en la temporada 21 después de que su temporada de The Bachelorette había terminado de transmitirse. El 2 de septiembre de 2020, Bristowe fue anunciada oficialmente como una de las celebridades participantes de la temporada 29 de Dancing with the Stars, siendo emparejada con el bailarín profesional Artem Chigvintsev.

### Otros proyectos
Bristowe empezó su trabajo como presentadora en el podcast Off the Vine with Kaitlyn Bristowe el 29 de mayo de 2017. Debutó en Broadway presentando el espectáculo Home For the Holidays, Live on Broadway, el cual se realizó del 17 de noviembre al 30 de diciembre de 2017 en el August Wilson Theatre.
Bristowe lanzó una línea de scrunchies llamada Dew Edit el 19 de junio de 2018. También lanzó una línea de vinos llamada Spade and Sparrows el 30 de mayo de 2019. El 14 de mayo de 2020, estrenó su sencillo debut «If I'm Being Honest».

## Vida personal
El 2 de noviembre de 2018, Bristowe y Booth hicieron una declaración conjunta de que habían terminado su relación. Kaitlyn comenzó a salir con Jason Tartick de la temporada 14 de The Bachelorette en enero de 2019. Ambos viven en Nashville, Tennessee.